# Hookeriopsis ambigua
Hookeriopsis ambigua är en bladmossart som beskrevs av Potier de la Varde 1934. Hookeriopsis ambigua ingår i släktet Hookeriopsis och familjen Hookeriaceae. Inga underarter finns listade i Catalogue of Life.